# Збережені графства Уельсу
Збережені графства Уельсу — це вісім нині територій, які використовуються в Уельсі для церемоніальних цілей лейтенантства та священнослужіння. Вони базуються на округах, створених Законом про місцеве самоврядування 1972 року та використовуваних для місцевого самоврядування та інших цілей між 1974 і 1996 роками. На даний момент 22 однорівневі основні зони використовуються для адміністративних цілей.

## Використання
Закон про місцеве самоврядування (Уельс) 1994 року скасував вісім церемоніальних округів, створених Законом про місцеве самоврядування 1972 року. Однак це створило концепцію збережених округів на основі їхніх територій, які використовуватимуться для таких цілей, як лейтенантство. Це використання було закріплено Законом про лейтенантів 1997 року.
Деякі закони, які вже були в силі, були змінені, щоб включити посилання на них — станом на 16 лютого 2011 року єдині положення, які залишилися в силі, це: 
- Закон про шерифів 1887 р. (c. 55) – округи, до яких призначаються Верховні шерифи, є збереженими округами.
- Закон про оборону 1842 р. (c. 94) – лейтенанти – це ті, хто призначений у збережені округи.
- Закон про морський рибальський промисел (молюсків) 1967 р. (c. 83) – відповідні частини морського узбережжя вважаються такими, що знаходяться в межах заповідних округів.

## Зміни меж
Збережені округи спочатку були майже ідентичними до округів 1974–1996 років, але з кількома незначними змінами відповідно до змін кордонів місцевого самоврядування: Llanrhaeadr-ym- Mochnant, Llansilin і Llangedwyn були передані з Клуіда до Повіса, а Wick, St Brides Major, Евенні та Пентирч були переведені з Середнього Гламоргана до Південного Гламоргана . Однак існували дві області місцевого самоврядування, Керфіллі та Конві, розділені між збереженими округами.
11 березня 2002 року Національна асамблея Уельсу доручила Комісії з визначення кордонів місцевого самоврядування Уельсу провести перегляд збережених кордонів графства. У їхніх остаточних пропозиціях частина району місцевого самоврядування Керфіллі, яка була в Середньому Гламоргані, мала бути частиною Гвента, а частина місцевого уряду району Конві, яка була в Гвінеді, мала бути частиною Клвіда. Кордон між Середнім Гламорганом і Південним Гламорганом також мав бути перепланований, щоб відобразити невеликі зміни в кордонах місцевих органів влади. Асамблея прийняла ці пропозиції таким чином, що з 2 квітня 2003 року кожен збережений округ охоплював від однієї до п'яти повних областей місцевого самоврядування.

## Список
Дані про населення є середньорічними оцінками Управління національної статистики за 2007 рік, які групують показники складових унітарних територій у відповідні збережені округи.
| Назва                       | Включає в себе                                   | Площа (км 2 ) | Населення |
| --------------------------- | ------------------------------------------------ | ------------- | --------- |
| Клавід                      | Конві Денбігшир Флінтшир Рексем                  | 2,910         | 491,100   |
| Dyfed                       | КармартенширКередигіон Пембрукшир                | 5780          | 375 200   |
| Гвент                       | Бленау Гвент Каерфіллі Монмутшир Ньюпорт Торфаен | 1,553         | 560 500   |
| Гвінед (заповідне графство) | Гвінед (округ) Острів Англсі                     | 3,262         | 187 400   |
| Мід Гламорган               | Брідженд Мертір Тідфіл Рондда Кінон Таф          | 781           | 423 200   |
| Повіс                       | Повіс                                            | 5,196         | 132 000   |
| Південний Гламорган         | КардіффДолина Гламорган                          | 475           | 445 000   |
| Західний Гламорган          | Ніт Порт-Толбот Свонсі                           | 820           | 365 500   |